# Europastraße 532
Die Europastraße 532 (E 532) ist eine Europastraße in Deutschland und Österreich, die sich in Nord-Süd-Richtung erstreckt. Sie beginnt am Autobahnkreuz Memmingen in Bayern und endet an der Anschlussstelle Zirl-West in Tirol.
Sie ist als B-Strecke (abzweigende, verbindende oder anschließende Europastraßen) eingestuft und verläuft von Memmingen bis zum Grenztunnel Füssen streckengleich mit der Bundesautobahn 7. Auf österreichischer Seite setzt sie sich fort mit der Fernpassstraße (B179) bis Nassereith und der Mieminger Straße (B189) bis zur Inntal Autobahn (A12) bei Zirl-West.